# Josef Šolle
Josef Šolle (26. srpna 1875 Plzeň – 31. prosince 1958 Praha) byl český a československý bankéř, politik a meziválečný poslanec Revolučního národního shromáždění za Československou stranu lidovou.

## Biografie
Po maturitě na obchodní akademii v Plzni a vykonání státní zkoušky z účtovědy působil nejprve v Živnostenské bance a po pěti letech se stal zaměstnancem Hypoteční banky. Vedle povolání bankovního úředníka se věnoval i držustevnictví. V letech 1911-1923 jako tajemník, místostarosta a pak starosta Svazu hospodářských družstev. Zasedal i v mnoha hospodářských institucích (1903 člen správní rady a ředitelství České společnosti pro obchod a průmysl, 1919 člen Spořitelny české atd.). V roce 1893 založil v Plzni kulturně vzdělávací spolek Jednota katolických jinochů a mužů. Po přesídlení do Prahy byl aktivní v Jubilejním katolickém spolku Praha a v Křesťansko-sociální straně lidové. V letech 1907-1919 byl členem výkonného výboru křesťanskosociální strany. V letech 1919-1923 člen výkonného výboru ČSL v Čechách.
Od roku 1918 zasedal v Revolučním národním shromáždění za lidovce. Byl profesí úředníkem Hypoteční banky. Působil i jako ředitel této banky. V roce 1918 byl kromě toho členem Národního výboru československého.
Podílel se i na budování lidoveckého tisku: roku 1918 založil deník Lid a Pražský večerník. Aktivní byl také v charitativní oblasti a od papeže Pia X. obdržel řád Pro Ecclesia et Pontifice.
Jeho synem byl archeolog Miloš Šolle (1916-2004).